# Cleopatra (Rossi)
Cleopatra ist eine Oper (Originalbezeichnung: „melodramma“ oder „tragedia lirica“) in vier Akten von Lauro Rossi (Musik) mit einem Libretto von Marco D’Arienzo nach William Shakespeares Antonius und Cleopatra. Sie wurde am 5. März 1876 im Teatro Regio Turin uraufgeführt.

## Handlung
Die Oper spielt um 32. v. Chr. Der Schauplatz des ersten, zweiten und vierten Akts ist Alexandria in Ägypten. Der dritte Akt spielt in Rom.

### Erster Akt
Angenehmer Ort im Palast Cleopatras
Auf der rechten Seite des Zuschauers ein prachtvoller orientalischer Pavillon, darunter ein üppig hergerichteter Tisch; links im Hintergrund der Isis-Tempel mit weit geöffneten Toren; im Hintergrund zwischen dem Pavillon und dem Tempel der Nil, dessen Wasser vom Licht des aufgehenden Mondes erleuchtet wird.
Szene 1. Diomede, der Ratgeber Cleopatras, ist besorgt über deren Liebesbeziehung mit dem römischen Triumvir Marco Antonio. Er sieht den Untergang des Reiches voraus. Priester treten aus dem Tempel und berichten von einer schlimmen Prophezeiung der Göttin (Chor der Priester: „Più vittime adorne di bende e di fior“). Diomede beschließt, dies dem Volk zu verheimlichen und weiterhin Zuversichtlichkeit auszustrahlen. Er will noch einmal mit Cleopatra sprechen.
Szene 2. In einem Schiff fahren Cleopatra und Antonio mit einigen Sklaven vorbei und besingen ihre Liebe (Antonio/Cleopatra: „Amiam!… gl’istanti volano“). Diomedes und die Priester beobachten sie besorgt.
Szene 3. Ein Sklave berichtet Diomede von einem geplanten Anschlag der Königin gegen ihn. Diomede schickt ihn fort und überlässt sich seinen Gedanken. Trotz allem liebt er Cleopatra noch immer (Diomede: „Di tradimento cinge il viver mio!“).
Von der rechten Seite nähern sich Cleopatra und Antonio; ihnen voran schreiten Prinzen und Fürsten; es folgen Sklaven, Sklavinnen und Wachen. Alle tragen Blumengirlanden auf ihren Köpfen. Cleopatra und Antonio setzen sich an die Mitte des Tisches, die Fürsten und Prinzen an die Seiten. Die Wachen stellen sich in zwei Reihen auf. Die Sklaven schenken Wein ein; einige der Sklavinnen beginnen einen sinnlichen Tanz, andere streuen Blumen auf die Tische.
Szene 4. Beim Gelage preisen alle die Götter Bacchus und Amor (Chor: „L’ore che fuggono passiam festanti“). Antonio und Cleopatra umarmen sich und schwören sich ewige Liebe.
Szene 5. Proculejo, ein Botschafter Roms, unterbricht die Feier, um Antonio ein Schreiben seines Mit-Triumvirs Ottavio Cesare zu überreichen. Dieser fordert Antonio auf, nach Rom zurückzukehren. Falls er sich weigere, werde er des Hochverrats angeklagt, und Rom werde Ägypten angreifen. Dennoch zerreißt Antonio den Brief und erklärt entschlossen, dass er bleiben werde. Der Botschafter betrachtet das als Kriegserklärung. Cleopatra glaubt, dass sie mit Antonio an ihrer Seite Rom die Stirn bieten kann. Die Feier geht weiter (Antonio: „All’ astro io libo dell’ oriente“).

### Zweiter Akt
Ein Raum in Cleopatras Palast
Durch das offene Ende des Raumes sieht man den Hafen von Alexandria und die Stadt mit ihren Monumenten. An den Seiten stehen zwei Statuen von Antonio und Cleopatra. Cleopatra hat es sich auf orientalischen Kissen bequem gemacht. Bei ihr befinden sich ihre Vertraute Carmiana, einige Sklaven, die ihr mit Ibisfedern Luft zufächeln und ihr Gefolge von Weisen, Philosophen, Fürsten und Sängern. Neben Carmiana steht ein Sklave mit einem Korb voller Blumen.
Szene 1. Antonio ist nach Rom gefahren und sollte eigentlich heute zurückkehren. Cleopatra wartet jedoch vergeblich. Die anderen versuchen, sie aufzuheitern (Chor: „Lieto un raggio di viva speranza“). Carmiana reicht ihr den Blumenkorb, den Cleopatra aber zurückweist. Sie schickt die anderen hinaus.
Szene 2. Cleopatra schimpft auf das Orakel, dass ihr fälschlich die Rückkehr Antonios vorausgesagt hatte. Noch immer ist am Horizont kein Zeichen von seinem Schiff zu sehen. Sie wünscht sich den „kühnen Flug des Windes“, um Antonio erreichen zu können (Cleopatra: „Io de’ venti vorrei l’audace volo“).
Szene 3. Diomede unterbricht Cleopatras Gedanken und beschuldigt sie der Urheberschaft an einem fehlgeschlagenen Attentat gegen ihn. Sie entschuldigt sich damit, dass sie von einem unheilvollen Gott dazu überredet worden sei. Diomedes gibt zu, dass er seit dem Beginn ihrer Beziehung mit Antonio zutiefst unter ihrem Verhalten leide. Cleopatra erkennt, dass sie ihn unfair behandelt hat (Diomede/Cleopatra: „Dal primo istante che a questo core“). Als ihr von einer Meldung erzählt, dass Antonio sich in Rom einer anderen Frau zugewandt habe, beschließt Cleopatra wütend, umgehend nach Rom zu reisen und ihre Rivalin zu vergiften. Diomede solle sie begleiten. Vergeblich mahnt dieser, dass sie dadurch den Thron Ägyptens in Gefahr bringe (Cleopatra/Diomede: „Come spettro inaspettato“).

### Dritter Akt
Zimmer im Haus von Ottavio Cesare
Mägde helfen Cesares Schwester Ottavia beim Anziehen des Hochzeitskleids. Zwei von ihnen kümmern sich um ihre Frisur, indem sie ihr Haar mit dem Eisen einer Lanze auftrennen und sechs Zöpfe flechten.
Szene 1. Die Mägde freuen sich auf die bevorstehende Hochzeit ihrer Herrin mit Antonio (Chor: „Di gemme fulgide t’adorna il crine“). Ottavia jedoch wagt es kaum, vor den Altar zu treten. Sie befürchtet, dass seine Gedanken weiterhin bei Cleopatra weilen (Ottavia: „Mentre le dolci immagini“).
Szene 2. Cesare und Antonio kommen herein. Antonio versichert Ottavia seine Liebe. Beide fordern sie auf, mit ihnen in den Tempel zu gehen (Cesare/Antonio/Ottavia: „Muovi, o suora, muovi all’ ara“).
Szene 3. Nachdem Ottavio und Antonio mit ihrem Gefolge das Zimmer verlassen haben, triumphiert Cesare. Diese Hochzeit spielt seinen Machtgelüsten in die Hände, da er sich jetzt nicht mehr auf den Westen beschränken muss (Cesare: „Non basta a me l’impero d’Occidente“).
Breite Straße in Rom
Im Hintergrund der Tempel der Juno jugo mit geöffneten Toren. Der Hochzeitszug kommt in der folgenden Reihenfolge: Am Kopf des Gefolges sind fünf junge Männer, von denen jeder in der Hand eine Pinienfackel hält. Ihnen folgt ein junger Mann, der die brennende Fackel des Hymenaios aus weißem Dornbusch hochhält. Dahinter haben wir die Verwandten und Freunde Cesares und Antonios, dann die Fürsten, die Soldaten, die Liktoren und das Volk. Es folgt Ottavia, gestützt von zwei jungen Mädchen, hinter denen ein drittes ein offenes Kästchen mit Juwelen, Ringen und anderem Geschmeide trägt. Dahinter zeigen sich Antonio und Cesare. Eine Gruppe junger Sklaven, von denen einige verschiedene Frauengegenstände tragen. – Die Soldaten teilen sich vor dem Tempel in zwei Gruppen auf. Ebenso verhalten sich die Sklaven und das Volk. Das übrige Gefolge betritt den Tempel, und das Brautpaar wird vom Oberpriester am Eingang empfangen.
Szene 4 (3). Die Menge bejubelt das Brautpaar (Chor: „O sposi, al sacro tempio il piè movete“).
Szene 5 (4). Cleopatra und Diomede treffen auf den Brautzug. Diomede kann die Königin nur mit Mühe davon abhalten, die Zeremonie zu unterbrechen. Doch als das frischvermählte Paar aus dem Tempel tritt, kommt es zur Konfrontation der fünf Personen: Cleopatra ist bereit, auf ihre Rache gegen Ottavia zu verzichten, falls Antonio zu ihr zurückkehrt; Antonio weist sie zurück; Ottavia und Cesare beobachten die beiden mit unterdrückter Wut; Diomede warnt Cleopatra vor der Gefahr, in die sie sich begibt (Cleopatra/Antonio/Ottavia/Cesare/Diomede: „Dunque, indegno, all’ amor mio“). Cleopatra versucht vergeblich, Antonio an sich zu ziehen. Schließlich greift sie nach ihrem Dolch und stürzt sich unter wilden Drohungen gegen Rom auf Ottavia. Antonio tritt dazwischen, und Diomede zieht Cleopatra mit sich fort.

### Vierter Akt
Platz in Alexandria; an den Seiten zwei prachtvolle Obelisken
Szene 1. Diomede berichtet dem ägyptischen Volk vom Verlauf der Schlacht bei Actium, in der Antonio an der Seite Cleopatras gegen die Truppen Cesares gekämpft hat. Nachdem es zunächst nach einem Sieg der Ägypter aussah, habe ein Verrat die Lage geändert: Cleopatra sei mit ihrem Schiff vom Schlachtfeld geflohen und habe Antonio im Stich gelassen. Daraufhin konnten die Römer den Sieg erringen. Ägyptens Ruhm ist vernichtet.
Szene 2. Nachdem sich das Volk zerstreut hat, betritt Antonio in äußerster Verzweiflung den Platz und klagt über den Verrat Cleopatras (Antonio: „In ripensar le vittime“). Da nähern sich festliche Klänge, und Stimmen fordern dazu auf, den Sieger zu empfangen.
Szene 3. Antonio erfährt von den Soldaten, dass Cleopatra bereit sei, mit Cesare über den Frieden zu verhandeln. Jetzt sieht er keinen anderen Ausweg mehr, als sich selbst zu töten und ehrenvoll als Römer zu sterben (Antonio: „Sogni di gloria, sogni d’amore“).
Ebenerdiger Saal in Cleopatras Palast
Der Saal ist mit größtem orientalischem Luxus geschmückt. Durch den offenen Hintergrund ist eine liebliche Landschaft zu sehen. An einer Seite eine kleine geschlossene Tür.
Szene 4. Umgeben von ihrer Vertrauten Carmiana, einigen Sklaven und weiterem Gefolge liegt Cleopatra auf einem purpurnen Bett. Auf ihre Frage nach der öffentlichen Meinung entgegnet Carmiana, dass man sie nach ihrer Flucht aus der Schlacht für eine Verräterin halte. Cleopatra gesteht, dass sie die Schrecken des Krieges einfach nicht mehr ertragen konnte. Sie hat keine Hoffnung mehr, dass Antonio ihr vergeben könnte, will aber mit Hilfe ihrer Verführungskünste den Sieger Cesare für sich gewinnen.
Szene 5. Als Cesare zu den Verhandlungen eintrifft, ist er sofort angetan von Cleopatras Erscheinung. Sie bietet an, ihm Zypern und Phönizien zu überlassen, wenn er im Gegenzug ihre Herrschaft über Ägypten sichert. Eine Einigung scheint nahe.
Szene 6. Da bringt Proculejo die Nachricht von Antonios Selbstmord. Cesare gibt Cleopatra die Schuld daran und bezichtigt sie zudem, die Ehe Antonios mit seiner Schwester zerstört zu haben. Er droht, sie abzusetzen und als Gefangene mit sich nach Rom zu führen. Cleopatra kann diese Schande nicht ertragen. Sie will nur noch sterben und fragt sich, wer ihr wohl den Tod bringen könnte.
Szene 7. Diomede, der ihre letzten Worte gehört hat, tritt ein und entgegnet: „Ich“. Er hatte ihren Todeswunsch erahnt und weist auf den Korb, den der ihn begleitende Sklave trägt. Darin befindet sich unter Blumen versteckt eine Schlange. Cleopatra erkennt endlich Diomedes tiefe Liebe für sie. Cesare lässt ein Trompetensignal geben, worauf sich die Halle mit Fürsten und römischen Soldaten füllt. Er fordert Cleopatra ein letztes Mal auf, ihm nach Rom zu folgen. Sie jedoch greift nach der Schlange und setzt sie sich zum Entsetzen der Anwesenden an den Hals. Sie erklärt Cesare, dass sie mit ihrem Tod die Freiheit von Rom gewonnen habe (Cleopatra: „Mirate! … mirate! … con lieto sembiante“). Ein Trauermarsch erklingt, und Antonios Leiche wird hereingetragen. Cleopatra hofft, ihn bald wiederzusehen. In ihren letzten Worten gemahnt sie Cesare, sich an ihr Ende zu erinnern.

## Werkgeschichte
Cleopatra ist die vorletzte der 29 Opern von Lauro Rossi, dem Leiter der Konservatorien von Mailand (ab 1850) und Neapel (ab 1871). Das Libretto stammt von Marco D’Arienzo und basiert auf William Shakespeares Theaterstück Antonius und Cleopatra. Wie bei Giuseppe Verdis fünf Jahre zuvor erschienenem Erfolgswerk Aida handelt es sich um ein ägyptisches Sujet. In Aida hatten auch bereits die drei Hauptdarsteller der Uraufführung (Patierno, Nannetti und Singer) mitgewirkt. Rossi könnte seine Oper daher als inoffizielle Fortsetzung mit historischen Charakteren betrachtet haben.
Bei der Uraufführung am 5. März 1876 im Teatro Regio Turin sangen Filippo Patierno (Marco Antonio), Romano Nannetti (Ottavio Cesare), Gustavo Mariami (Diomede), Massimiliano Severi (Proculejo), Teresina Singer (Cleopatra), Ebe Treves (Ottavia) und Angelina Rossi (Carmiana). Die musikalische Leitung hatte Carlo Pedrotti. Das Bühnenbild stammte von Riccardo Fontana.
Eine weitere Produktion gab es in der Karnevalsaison 1877/78 im Teatro San Carlo in Neapel. Abgesehen von Teresina Singer wirkte hier keiner der Sänger der Uraufführung mit.
Anschließend geriet das Werk in Vergessenheit, bis es im Juli 2008 anlässlich des Sferisterio Opera Festivals in Macerata, dem Geburtsort des Komponisten, wieder ausgegraben wurde. Die Aufführung fand im nach dem Komponisten benannten Teatro Lauro Rossi statt. Inszenierung, Bühne und Kostüme stammten von Pier Luigi Pizzi. Verwendet wurde eine neu erstellte kritische Ausgabe von Bernardo Ticci, der die ursprüngliche Ouvertüre entfernte und nur ein kurzes Orchestervorspiel zur Eröffnungsszene Diomedes beibehielt. Außerdem verzichtete er auf die erste Szene des vierten Akts, wodurch die nachfolgende Szene des Antonio ein stärkeres Gewicht erhielt.
Die Wiederentdeckung erhielt überwiegend positive Kritiken. Ekkehart Pluta bezeichnete Cleopatra in seiner Opernwelt-Rezension als „ausgereiftes, repertoirefähiges Werk, dessen völliges Verschwinden von den Spielplänen schwer zu begreifen“ sei. Es stehe „in der Tradition des Melodramma von Donizetti und Verdi und verarbeite[t] Elemente der Grand Opéra“, doch sei Rossi „kein Nachahmer“, sondern habe besonders in der Orchesterbehandlung seinen eigenen Stil gefunden. „Italienische Oper vom Feinsten“ seien die „Bankettszene im ersten Akt mit Antonios eingängigem Trinklied, Szene und Arie der Cleopatra im zweiten Akt, das fulminante dritte Finale und auch die vokalen Todeszuckungen der Königin“. Tim Ashley, den Kritiker des Guardian, erinnerte Rossis Stil mehr an Meyerbeer als an Verdi. Er vermisste auch eine durch das Sujet inspirierte orientalische Exotik in den Alexandria-Szenen. Stattdessen habe sich Rossi mehr für die Rituale des Römischen Reichs interessiert. Robert Levine von Classics Today bewertete das Werk als „würdig, wenn auch nicht ganz ein Meisterwerk“. Die Musik klinge, als wäre sie 25 Jahre früher komponiert worden und verdanke dem Belcanto mehr als dem späten Verdi oder einem wagnerianischen Einfluss. Die Melodien seien nicht die einprägsamsten, aber es gebe einige gute Ensembles und Arien. Die Aufnahme sei eine hörenswerte Rarität. Richard Lawrence, der Rezensent der Gramophone, meinte, dass Rossi einem Vergleich mit Verdi nicht standhalte. Cleopatras Arie im zweiten Akt klinge verglichen mit Aidas „O patria mia“ wie Musik aus zweiter Hand. Doch gebe es auch einige starke dramatische Szenen wie Cleopatras Auftritt in Rom. Benjamin Künzel von Klassik.com fand die Oper „nicht zu verachten“ und stellte fest, dass „weitaus zweifelhaftere Opern dieser Ära überlebt haben, nur weil der jeweilige Komponist einmal einen Glückstreffer landen konnte“. Er wies besonders auf die letzte Arie Marco Antonios im vierten Akt, Cleopatras Szene im zweiten und das Ensemble im dritten Akt hin. Abgesehen von Dimitra Theodossiou in der Titelrolle seien die Sänger der Neuproduktion allerdings bestenfalls „solide“.

## Aufnahmen
- 24./29. Juli 2008 – David Crescenzi (Dirigent), Marchigiana Philharmonic Orchestra, Coro Lirico Marchigiano „V. Bellini“.
 Alessandro Liberatore (Marco Antonio), Paolo Pecchioli (Ottavio Cesare), Sebastian Catana (Diomede), William Corrò (Proculejo), Dimitra Theodossiou (Cleopatra), Tiziana Carraro (Ottavia), Paola Gardina (Carmiana).
 Live aus Macerata.
 Naxos 8660291-92 (2 CDs), Naxos 2.110279 (DVD).[1]